# Скурієс
Скурієс — міднопорфірове родовище в Греції на півострові Халкідікі. Поряд з родовищем Олімпіас — одне з найбільших у Європі за запасами золота.

## Історія
Родовище відкрите геологами компаній Nippon Mining Ltd. і Placer Development Ltd. на початку 1990-х років. В кінці 1994 р придбане канадською компанією TVX Gold Inc.

## Характеристика
Руди міді містять порівняно високі концентрації попутного золота — місцями понад 2 г/т. Зруденіння приурочене до контактової зони малого інтрузивного тіла гранітоїдів мезозою, що прориває теригенно-вулканогенну товщу пізнього палеозою — раннього мезозою, зім'яту в помірно-стислі складки. Руди вкраплено-прожилкові, сульфідно-кварцові. Кількість сульфідів (пірит, халькопірит, бляклі руди, арсенопірит, сфалерит, ґаленіт і інш.) висока для даного типу родовищ і досягає місцями 10%.
У 1997 р. в центральній частині родовища була оконтурена і розвідана ділянка міднопорфірових руд, збагачена золотом. Запаси ділянки — 40 млн т руди із вмістом золота 1.5 г/т (60 т золота).
Оконтурювання рудних тіл зроблено в 1999 р за бортовим вмістом золота в 0.4 г/т. Підраховані підтверджені запаси становили на цей час 129.55 млн т руди із вмістом золота 0.9 г/т (116.6 т золота), міді — 0.54%. З урахуванням запасів руд низької категорії (possible) загальні запаси на родовищі досягли 206 млн т руди із вмістом золота 0.8 г/т (165 т золота). Виявлені ресурси золота (із запасами) оцінюються компанією TVX Gold Inc. в 292 т.

## Технологія розробки
Після завершення будівництва ГЗК на родовищі Олімпіас за умови стійкості ринку золота буде почате будівництво неглибокого кар'єру на родовищі Скурієс, де планують добувати близько 8 млн т руди і отримувати 6.2 т золота, а також 35.5 тис. т міді на рік. Кар'єр зможе працювати не менше п'яти років. Переробляти руду і вилучати золото будуть на ГЗК Олімпіас.